# Ben Lustenhouwer
Ben Lustenhouwer (Soest, 1951) is een Nederlands  kunstenaar.

## Loopbaan
Tussen 1962 en 1970 volgde hij lessen tekenvaardigheid en anatomie bij Beatus Nijs in Hilversum. Hierna bezocht Ben Lustenhouwer de HKU in Utrecht. In 1972 vestigde hij zich als kunstenaar en deed vooral illustratiewerk. Begin negentiger jaren vestigde hij zich in het Spaanse Valencia. Hier maakte hij een kunstwerk in het metrostation Benimaclet. Ben Lustenhouwer legde zich in de jaren daarna toe op portretschilderen.
In 2010 was hij te zien in het televisieprogramma Sterren op het doek waarbij Liesbeth List werd geportretteerd.

## Privé
Ben is de neef van dirigent Majel Lustenhouwer.